# Персийска есетра
Персийската есетра (Acipenser persicus) е вид лъчеперка от семейство Есетрови (Acipenseridae). Видът е критично застрашен от изчезване.

## Разпространение
Разпространен е в Азербайджан, Иран, Казахстан, Русия и Туркменистан.

## Описание
На дължина достигат до 2,42 m, а теглото е около 70 kg.
Популацията им е намаляваща.